# Valerie Adams

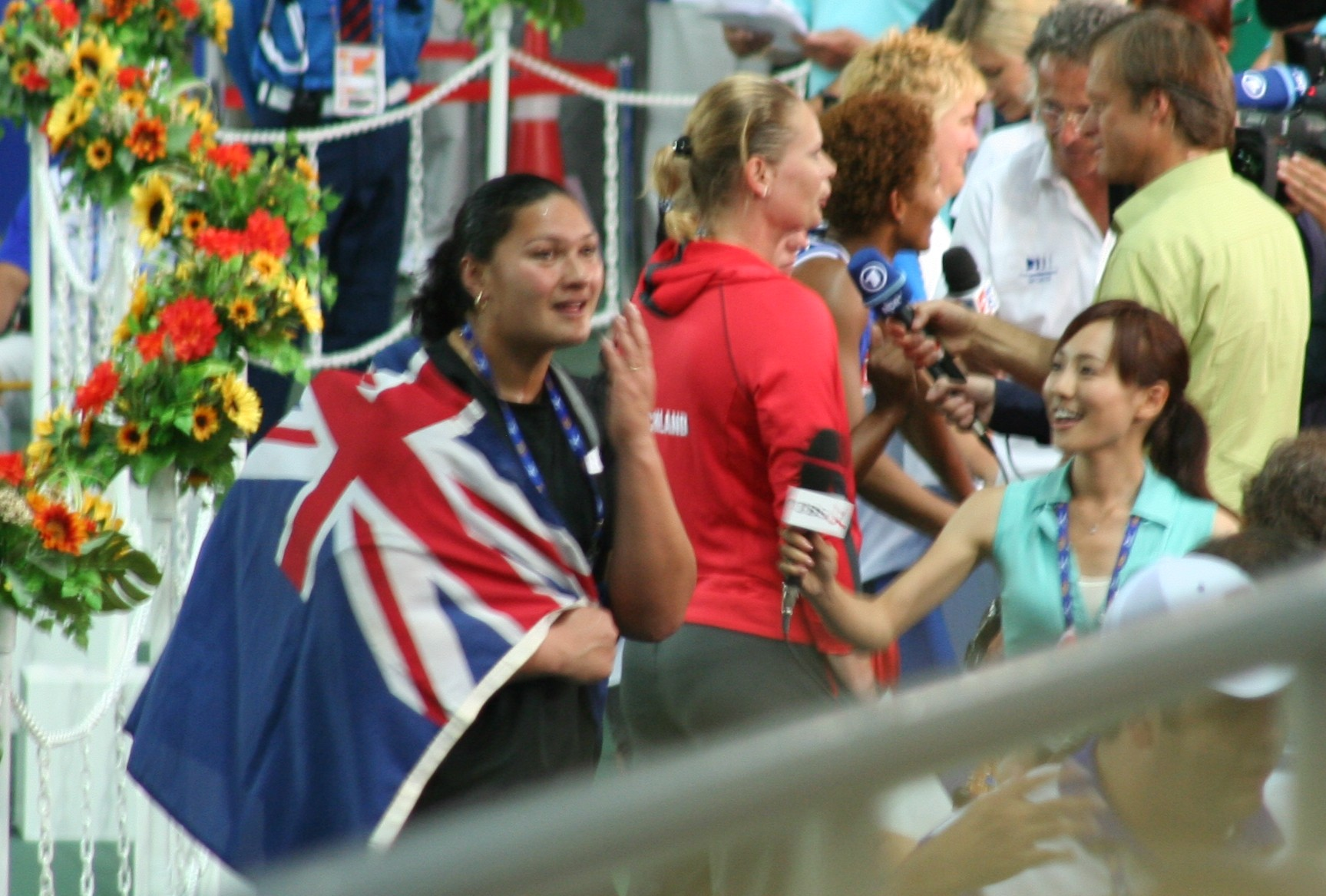
Valerie Adams (z flagą) podczas mistrzostw świata 2007

Valerie Adams (ur. 6 października 1984 w Rotorua) – nowozelandzka lekkoatletka, kulomiotka, mistrzyni olimpijska z Pekinu 2008 i z Londynu 2012, czterokrotna mistrzyni świata, złota i srebrna medalistka Igrzysk Wspólnoty Narodów.
Pięciokrotna uczestniczka igrzysk olimpijskich – Ateny 2004, Pekin 2008, Londyn 2012, Rio de Janeiro 2016 i Tokio 2020. W swoim drugim olimpijskim starcie zdobyła złoto, poprawiając rekord życiowy na 20,56 m. Na Igrzyskach Olimpijskich 2008 zakwalifikowała się do finału już pierwszym pchnięciem, 19,73 m, najdłuższym oddanym w eliminacjach. Na trzecich igrzyskach zdobyła złoto po dyskwalifikacji Białorusinki Nadziei Astapczuk. W 2007 wywalczyła – z wynikiem 20,54 m – złoto podczas mistrzostw świata w Osace, dwa i cztery lata później wygrała mistrzostwa globu. Zwyciężczyni łącznej punktacji Diamentowej Ligi z 2011, 2012 i 2013 w pchnięciu kulą. Dwukrotnie (2012 i 2013) wybrana lekkoatletką roku w plebiscycie Track & Field Athlete of the Year.
Urodzona w Nowej Zelandii, Valerie Adams jest pochodzenia anglo-tongijskiego (po ojcu Angliku, matce Tongijce (Lilika Ngauamo).
Jest jedną z czterech lekkoatletek, które zdobyły mistrzostwo świata jako kadetki (do lat 17), juniorki (do lat 19) i seniorki (pozostałymi są Jana Pittman (2003), Jelena Isinbajewa (2005) i Veronica Campbell (2007)).

## Życie prywatne
Jej ojciec, Sidney „Sid” Adams, który po służbie w Królewskiej Marynarce Wojennej osiadł w Nowej Zelandii, miał osiemnaścioro dzieci z pięcioma różnymi kobietami. Jednym z jej braci jest koszykarz zespołu New Orleans Pelicans Steven Adams. Ma również dwóch innych braci w profesjonalnej lidze koszykarskiej w Nowej Zelandii.
Adams była w związku małżeńskim z Francuzem Bertrandem Vili, dyskobolem z Nowej Kaledonii. Związek przetrwał do 2010 roku. Jest członkiem Kościoła Jezusa Chrystusa Świętych w Dniach Ostatnich.
Jej baza treningowa znajduje się w Szwajcarii.

## Osiągnięcia
| Rok  | Impreza                               | Miejsce        | Lokata            | Wynik |
| ---- | ------------------------------------- | -------------- | ----------------- | ----- |
| 1999 | Mistrzostwa świata juniorów młodszych | Bydgoszcz      | 10. miejsce       | 12,82 |
| 2001 | Mistrzostwa świata juniorów młodszych | Debreczyn      | 1. miejsce        | 16,87 |
| 2002 | Mistrzostwa świata juniorów           | Kingston       | 1. miejsce        | 17,73 |
| 2002 | Igrzyska wspólnoty narodów            | Manchester     | 2. miejsce        | 17,45 |
| 2002 | Puchar świata                         | Madryt         | 6. miejsce        | 18,40 |
| 2003 | Mistrzostwa świata                    | Paryż          | 5. miejsce        | 18.65 |
| 2004 | Halowe mistrzostwa świata             | Budapeszt      | el. – 10. miejsce | 18,22 |
| 2004 | Igrzyska olimpijskie                  | Ateny          | 7. miejsce        | 18,56 |
| 2005 | Mistrzostwa świata                    | Helsinki       | 2. miejsce        | 19,62 |
| 2005 | Światowy finał lekkoatletyczny        | Monako         | 1. miejsce        | 19,55 |
| 2006 | Igrzyska wspólnoty narodów            | Melbourne      | 1. miejsce        | 19,66 |
| 2006 | Światowy finał lekkoatletyczny        | Stuttgart      | 2. miejsce        | 19,64 |
| 2006 | Puchar świata                         | Ateny          | 1. miejsce        | 19,87 |
| 2007 | Mistrzostwa świata                    | Osaka          | 1. miejsce        | 20,54 |
| 2007 | Światowy finał lekkoatletyczny        | Stuttgart      | 2. miejsce        | 20,40 |
| 2008 | Halowe mistrzostwa świata             | Walencja       | 1. miejsce        | 20,19 |
| 2008 | Igrzyska olimpijskie                  | Pekin          | 1. miejsce        | 20,56 |
| 2008 | Światowy finał lekkoatletyczny        | Stuttgart      | 1. miejsce        | 19,69 |
| 2009 | Mistrzostwa świata                    | Berlin         | 1. miejsce        | 20,44 |
| 2009 | Światowy finał lekkoatletyczny        | Saloniki       | 1. miejsce        | 21,07 |
| 2010 | Halowe mistrzostwa świata             | Doha           | 2. miejsce        | 20,49 |
| 2010 | Puchar interkontynentalny             | Split          | 1. miejsce        | 20,86 |
| 2010 | Igrzyska Wspólnoty Narodów            | Nowe Delhi     | 1. miejsce        | 20,47 |
| 2011 | Mistrzostwa świata                    | Daegu          | 1. miejsce        | 21,24 |
| 2012 | Halowe mistrzostwa świata             | Stambuł        | 1. miejsce        | 20,54 |
| 2012 | Igrzyska olimpijskie                  | Londyn         | 1. miejsce        | 20,70 |
| 2013 | Mistrzostwa świata                    | Moskwa         | 1. miejsce        | 20,88 |
| 2014 | Halowe mistrzostwa świata             | Sopot          | 1. miejsce        | 20,67 |
| 2014 | Igrzyska Wspólnoty Narodów            | Glasgow        | 1. miejsce        | 19,88 |
| 2016 | Halowe mistrzostwa świata             | Portland       | 3. miejsce        | 19,25 |
| 2016 | Igrzyska olimpijskie                  | Rio de Janeiro | 2. miejsce        | 20,42 |
| 2018 | Igrzyska Wspólnoty Narodów            | Gold Coast     | 2. miejsce        | 18,70 |
| 2021 | Igrzyska olimpijskie                  | Tokio          | 3. miejsce        | 19,62 |

## Rekordy życiowe
- pchnięcie kulą – 21,24 (2011) rekord Australii i Oceanii oraz rekord mistrzostw świata
- pchnięcie kulą (hala) – 20,98 (2013) rekord Australii i Oceanii